# Эйландс, Ральфс
Ральфc Эйландc (латыш. Ralfs Eilands, 24 ноября 1993 года, Рига) — латвийский певец и телеведущий. Один из солистов группы PeR, которая представляла Латвию на конкурсе песни «Евровидение 2013».

## Биография
В детстве он участвовал в конкурсе «Cālis» (досл. «Цыплёнок»), но не прошёл в финал. В 2004 году участвовал в национальном отборе детского конкурса песни Евровидение с песней «Mērkaķis», где занял третье место. В 2005 году занимает второе место в конкурсе «Песня моего поколения». В 2007 году стал одним из основателей группы PeR, которая стала известнее после участия в конкурсе «Золото талантов Латвии» в ноябре 2008 года. Эйландс был телеведущим некоторых передач: «Апрельские капли», «Поехали», «Juniors TV», — а также участвовал в передаче «Sems». Несколько раз со своей группой штурмовал отборочные туры Евровидения в Латвии.
А в 2013 году PeR победила в национальном отборе с песней «Here We Go», тем не менее группа PeR не прошла в финал Евровидения 2013.
Входил в состав жюри Латвии Евровидения 2015, примечателен тем, что в своём рейтинге поставил Россию на последнее, 26 место.

## Награды
- Почётная грамота Президента Латвии (2022)[5].